# Національний парк гір Куре
Національний парк гір Куре (тур. Küre Dağları Milli Parkı; англ. Küre Mountains National park) розташований у західній частині чорноморського узбережжя Туреччини, у провінціях Кастамону і Бартин. Площа парку 37 000 га, з яких 19 129 га знаходяться в провінції Бартин, а 17 871 га - в межах провінції Кастамону. У 2000 р. гори Куре з прилеглою до них унікальною місцевістю були оголошені національним парком. Над його поліпшенням та збереженням спільно трудяться три організації — Міністерство охорони навколишнього середовища та лісового господарства в Туреччині, Всесвітній фонд дикої природи та Асоціація екологічного туризму гір Куре.
Гори Курі — це місце дивовижної краси і прекрасної дикої природи. Західна частина цих гір має особливе значення. Ця область через свій вік і розміри лісів, біологічну розмаїтість і розмаїтість ендемічної дикої природи була зарахована Всесвітнім фондом дикої природи до списку одного з 100 лісів Європи, які потребують прийняття термінових заходів щодо збереження.
Недоступність більшої частини гірського хребта значною мірою визначила збереженність різноманітної дикої флори і фауни. Із понад тисячі видів рослин, що зростають тут, 109 — місцеві ендеміки, 49 — рідкісні види і 47 — види, занесені до Червоної книги Туреччини.
З 132 видів ссавців, які мешкають на території всієї Туреччини, 40 видів живуть тільки в цьому парку. З 129 видів птахів, літаючих в межах цих кордонів, зафіксовано 46 видів, що перебувають під загрозою зникнення.
Рясна кількість опадів в області є однією з причин пишної рослинності цієї лісової місцевості, захоплююча краса якої частково є результатом карстової діяльності у вапнякових структурах. Ця діяльність створила незліченні печери, долини, глибокі ущелини й водоспади.
На території парку знаходяться такі відомі пам'ятки як каньйон Валла (тур. Valla Kanyonu), каньйон Чатак (тур. Çatak Kanyonu), Печера Илгаріні (тур. Ilgarini Mağarası), грибна печера (тур. Mantar Mağarasi), водоспад Илижа (тур. Ilıca şelalesi), водоспад Улукая (тур. Ulukaya şelalesi).

### Каньйони Валла і Чатак
Одна з найбільш значних пам'яток національного парку це каньйон Валла, з орлами, сидячими на його крутих скелях, а інша — Каньйон Чатак, який радять для любителів пригод і називають дивом природи Туреччини. Приблизна довжина каньйону Чатак близько 14 км, вздовж яких лежать глибокі і майже непрохідні ущелини, оточені високими скелями і лісом. З річок, що протікають по території парку, випливає водоспад Илижа, падаючий потім з висоти 15 м.

### Печера Илгаріні
Надзвичайний інтерес у спелеологів та інших дослідників викликає печера Илгаріні, визнана четвертою за величиною у світі. У печері виявлено руїни ранньовізантійського часу. У лівій частині печери було виявлено 2 храми і 11 могил. У цих могил було нараховано аж 3 поверхи. Біля могил є величезний отвір глибиною 250 м. У печері були знайдено руїни будівель, вироби з кераміки, колодязь, саркофаг і інші свідчення давнього життя.

### Водоспад Улукая
Дуже вражає і водоспад Улукая, зринаючий зі швидкістю 250 л/с з висоти 20 м при ширині потоку 10 м. Місцевість навколо водоспаду непрохідна, але для туристів споруджено оглядовий майданчик.
Не менш цікаві й вологі ліси, а також найвища точка гірського хребта Куре — гора Яралигез (тур. Yaralıgöz) — яку називають одним з найкрасивіших пагорбів, а також прилеглі села з красивими луками з квітів, численні потоки річечки-озерця — переповнюють гірські долини, і інші визначні пам'ятки цього національного парку.

## Ресурси Інтернету
- Національний парк гір Куре
- National Parks Of Turkey
- [Küre Mountains National Park https://web.archive.org/web/20140909093550/http://www.kdmp.gov.tr/default-en.asp]
- [Küre Mountains National Park https://web.archive.org/web/20140525201317/http://wilderness-travel.org/european-wilderness/kure-mountains-national-park/]
- http://4-seasons.de/sites/default/files/pdf_artikel/kuere_daglari_kc.pdf

## Виноски
1. ↑  GEOnet Names Server — 2018.
2. ↑  Küre Mountains.
3. ↑  PanParks. Архів оригіналу за 1 травня 2013. Процитовано 22 квітня 2013.